# Eurolines
Eurolines er et netværk af langdistance busoperatører med ruter til over 500 destinationer i mere end 25 europæiske lande. Eurolines' hovedkvarter ligger i Bruxelles. 
På grund af den decentraliserede natur varierer kvaliteten af service mellem landene. 
Eurolines sælger rejsebeviser til rejser mellem 45 primære europæiske byer i enten 15 eller 30 dage under navnet Eurolines Pass.

## Konkurs
Eurolines Scandinavia, der har drevet Eurolines' buslinie fra København til Berlin, indgik 6. april 2017 konkursbegæring og aflyste alle planlagte ture.

## Eksterne links
- Eurolines web site Arkiveret 10. januar 2018 hos  Wayback Machine
- Eurolines Pass web site Arkiveret 12. november 2020 hos  Wayback Machine